# Vírus Sudão
A espécie Sudan ebolavirus é um táxon virológico incluído no gênero Ebolavirus, família Filoviridae, ordem Mononegavirales. A espécie tem um único membro viral, o vírus Sudão (SUDV). Os membros da espécie são chamados de ebolavírus do Sudão. Ele foi descoberto em 1977 e causa o ebola clinicamente indistinguível da cepa do ebola Zaire, mas é menos transmissível do que ela. Ao contrário do ebola Zaire, não há vacina disponível.

## Nomenclatura
O nome Sudan ebolavirus é derivado do Sudão (o país no qual o vírus Sudão foi descoberto pela primeira vez) e do sufixo taxonômico ebolavirus (que denota uma espécie de ebolavirus).
A espécie foi introduzida em 1998 como Sudan Ebola virus. Em 2002, o nome foi alterado para Sudan ebolavirus.
Um vírus do gênero Ebolavirus é um membro da espécie Sudan ebolavirus se:
- for endêmico no Sudão e/ou em Uganda.
- tiver um genoma com três sobreposições de genes (VP35/VP40, GP/VP30, VP24/L).
- tiver uma sequência genômica diferente do vírus Ebola em ≥30%, mas diferente da do vírus Sudão em <30%.

O vírus Sudão (SUDV) é um dos seis vírus conhecidos do gênero Ebolavirus e um dos quatro que causam a doença pelo vírus Ebola (EVD) em humanos e outros primatas; é o único membro da espécie Sudan ebolavirus. O SUDV é um agente seleto, patógeno do Grupo de Risco 4 da Organização Mundial da Saúde (OMS - que requer contenção equivalente ao nível de biossegurança 4), patógeno prioritário de categoria A dos Institutos Nacionais de Saúde (NIH) e Instituto Nacional de Alergia e Doenças Infecciosas (NIAID), agente de bioterrorismo de categoria A dos Centros de Controle e Prevenção de Doenças (CDC) e listado como agente biológico para controle de exportação pelo Grupo Austrália.
O primeiro surto conhecido de EVD ocorreu devido ao vírus Sudão no Sudão do Sul entre junho e novembro de 1976, infectando 284 pessoas e matando 151, com o primeiro caso identificável em 27 de junho de 1976.

## Uso do termo
O vírus Sudão (abreviado como SUDV) foi descrito pela primeira vez em 1977 e é o único membro da espécie Sudan ebolavirus, que está incluído no gênero Ebolavirus, família Filoviridae, ordem Mononegavirales. O nome vírus Sudão é derivado do Sudão do Sul (onde foi descoberto pela primeira vez antes de o Sudão do Sul se separar do Sudão) e do sufixo taxonômico vírus.

## Designações anteriores
O vírus Sudão foi introduzido pela primeira vez como uma nova "cepa" do vírus Ebola em 1977. O vírus Sudão foi descrito como "febre hemorrágica do Ebola" em um relatório da OMS de 1978 que descrevia o surto de 1976 no Sudão. Em 2000, recebeu a designação de vírus Ebola do Sudão e, em 2002, o nome foi alterado para ebolavírus do Sudão. As abreviações anteriores do vírus eram EBOV-S (para vírus Ebola do Sudão) e, mais recentemente, SEBOV (para vírus Ebola do Sudão ou ebolavírus do Sudão). O vírus recebeu sua designação final em 2010, quando foi renomeado como vírus Sudão (SUDV).

## Critérios de inclusão de vírus
Um vírus da espécie Sudan ebolavirus é um vírus Sudão (SUDV) se tiver as propriedades dos ebolavírus do Sudão e se seu genoma divergir do protótipo do vírus do Sudão, a variante Boniface do vírus do Sudão (SUDV/Bon), em ≤10% no nível dos nucleotídeos.

## Doenças
O SUDV é um dos quatro ebolavírus que causam a doença causada pelo vírus Ebola (EVD) em humanos (na literatura, também chamada de febre hemorrágica do Ebola, EHF). A EVD causada pela infecção pelo SUDV não pode ser diferenciada da EVD causada por outros ebolavírus apenas pela observação clínica, razão pela qual a apresentação clínica e a patologia das infecções por todos os ebolavírus são apresentadas juntas em uma página separada. A cepa é menos transmissível que o ebolavírus Zaire.
No passado, o SUDV causou os seguintes surtos de EVD:
| Ano       | Localização geográfica                       | Casos/mortes em humanos (taxa de letalidade)                                            |
| 1976      | Juba, Maridi, Nzara e Tembura (Sudão do Sul) | 284/151 (53%)                                                                           |
| 1979      | Nzara (Sudão do Sul)                         | 34/22 (65%)                                                                             |
| 2000–2001 | Gulu, Mbarara e Masindi (Uganda)             | 425/224 (53%)                                                                           |
| 2004      | Condado de Yambio (Sudão do Sul)             | 17/7 (41%)                                                                              |
| 2011      | Luweero (Uganda)                             | 1/1 (100%)                                                                              |
| 2014      | Equador (Congo)                              | 0/1 * duas cepas registradas, uma Sudão e outra híbrida Sudão/Zaire até 24/08/2014 (0%) |
| 2022-2023 | Regiões Central e Oeste (Uganda)             | 164/77 (47%)                                                                            |

## Desenvolvimento de vacinas
Em 2022, havia seis vacinas experimentais, mas apenas três avançaram para o estágio em que os testes clínicos em humanos foram iniciados.
Como a Agência de Saúde Pública do Canadá desenvolveu uma vacina candidata contra o RVSV para o ebolavírus do Sudão. A Merck estava desenvolvendo-a, mas em 18 de outubro de 2022 havia interrompido o desenvolvimento; os monopólios da Merck sobre as técnicas de rVSV, adquiridos com financiamento da GAVI, não estão disponíveis para outros que desenvolvem vacinas de rVSV.
Em 2021, a GeoVax estava desenvolvendo a MVA-SUDV-VLP, que é um vírus Vaccinia Ankara modificado que produz partículas semelhantes ao vírus Sudão; os primeiros dados de sua pesquisa mostraram que a vacina candidata da GeoVax era 100% eficaz na prevenção da morte pelo ebolavírus do Sudão em animais.
Uma vacina baseada em adenovírus previamente licenciada pela GSK foi doada e desenvolvida pelo Instituto de Vacinas Sabin em parceria com o Centro de Pesquisa de Vacinas do Instituto Nacional de Alergia e Doenças Infecciosas dos EUA; a partir de outubro de 2022, ela será oferecida aos contatos de casos conhecidos de SDV no surto de Ebola de 2022 em Uganda como parte de um ensaio clínico.

## Ecologia
Atualmente, a ecologia do SUDV não está clara e ainda não foi identificado nenhum hospedeiro reservatório. Portanto, ainda não está claro como o SUDV foi repetidamente introduzido nas populações humanas. A partir de 2009, suspeitou-se que os morcegos abrigassem o vírus porque o vírus infeccioso de Marburg (MARV), um filovírus distantemente relacionado, foi isolado de morcegos, e porque traços (mas nenhuma partícula infecciosa) do vírus Ebola (EBOV), mais relacionado, também foram encontrados em morcegos.

## Biologia molecular
O SUDV é basicamente não caracterizado em nível molecular. Entretanto, sua sequência genômica e, com ela, a organização genômica e a conservação de quadros de leitura abertos individuais, é semelhante à dos outros quatro ebolavírus conhecidos. Portanto, presume-se atualmente que o conhecimento obtido para o EBOV pode ser extrapolado para o SUDV e que todas as proteínas do SUDV se comportam de forma análoga às do EBOV.